# Alindria chevrolati
Alindria chevrolati là một loài bọ cánh cứng trong họ Trogossitidae. Loài này được Leconte miêu tả khoa học năm 1876.